# Фалавер-е Бала
Фалавер-е Бала (перс. فلاوربالا) — село в Ірані, у дегестані Бакерабад, в Центральному бахші, шахрестані Магаллат остану Марказі. За даними перепису 2006 року, його населення становило 19 осіб, що проживали у складі 4 сімей.